# Brodie Peak
Brodie Peak är en bergstopp i Antarktis. Den ligger i Västantarktis. Argentina, Chile och Storbritannien gör anspråk på området. Toppen på Brodie Peak är 1 410 meter över havet, eller 410 meter över den omgivande terrängen. Bredden vid basen är 11,8 km.
Terrängen runt Brodie Peak är platt söderut, men norrut är den kuperad. Trakten är obefolkad. Det finns inga samhällen i närheten.